# Лучеве
Лучеве́ (рос. Лучевое) — селище у складі Косіхинського району Алтайського краю, Росія. Входить до складу Каркавінської сільської ради.

## Населення
Населення — 239 осіб (2010; 343 у 2002).
Національний склад (станом на 2002 рік):
- росіяни — 93 %